# Primer Palacio de Justicia del Condado de Thurston
El Primer Palacio de Justicia del Condado de Thurston (en inglés, First Thurston County Courthouse) es un edificio de gobierno situado en Pender, en el estado de Nebraska (Estados Unidos). Fue incluido en el Registro Nacional de Lugares Históricos en 1990. Consta de dos edificios colindantes. 
El edificio más antiguo, en 222 Main Street, fue construido en 1889 y, después de que el condado lo compró por 1500 dólares, sirvió como juzgado para el condado de Thurston. Es un edificio comercial de estructura de madera de dos pisos con una planta de unos 6 m por 15 m.
El segundo edificio, adyacente, fue construido en 1892 como un edificio de hotel en forma de U conocido como Peebles House. Mide 30 m por 29 m edificio en forma de U de tres pisos con fachada de ladrillo que tiene aspectos de la arquitectura neorrenacentista.